# لا پدررا (آمازوناس)
لا پدررا (انگلیسی: La Pedrera, Amazonas) یک منطقه مسکونی در کلمبیا است.